# Helicobia troyana
Helicobia troyana är en tvåvingeart som beskrevs av Tibana 1988. Helicobia troyana ingår i släktet Helicobia och familjen köttflugor.
Artens utbredningsområde är Ecuador. Inga underarter finns listade i Catalogue of Life.